# 康斯坦丁·斯特里扎克
康斯坦丁·亞歷山德羅維奇·斯特里扎克（羅馬化：Kostiantyn Oleksandrovych Stryzhak；1980年11月22日—），烏克蘭古典式摔跤手、烏克蘭國際體育大師，2004年曾獲得歐洲摔角錦標賽銀牌。

## 個人生涯
斯特里扎克從1996年開始古典式摔跤，效力於CSKA基輔（ЦСКА Київ）俱樂部。2001年，斯特里扎克在世界軍人角力錦標賽獲得銀牌。2004年斯特里扎克獲得歐洲摔角錦標賽的銀牌後，和教練梅科拉·費提索夫獲得烏克蘭政府獎勵傑出運動員、教練員和體育界人士的獎學金，同年他也獲得了德國世界相撲錦標賽銅牌，2007年則獲得莫斯科世界國際桑搏錦標賽90公斤以上量級的冠軍。他還是札波羅熱州相撲協會的經理。

## 犯罪
2011年3月30日，斯特里扎克涉嫌犯下搶劫罪而被烏克蘭內政部拘留。
2013年6月23日，斯特里扎克被控帶領大約80名剃光頭的蒂圖什基持泵動霰彈槍攻擊政治人物阿爾卡迪·科納茨基的公司科納茨基農業（烏克蘭語：Агрофірма Корнацьких），被尼古拉耶夫州中央地方法院拘留了一個月。
在2014年的複審中，斯特里扎克被處4年有期徒刑。

## 成績

### 世界錦標賽
| 比賽                 | 隊伍   | 重量級  | 排名 |
| -------------------- | ------ | ------- | ---- |
| 2003年世界角力錦標賽 | 乌克兰 | 120公斤 | 19   |
| 2005年世界角力錦標賽 | 乌克兰 | 120公斤 | 8    |

### 歐洲錦標賽
| 比賽                 | 隊伍   | 重量級  | 排名 |
| -------------------- | ------ | ------- | ---- |
| 2002年歐洲角力錦標賽 | 乌克兰 | 120公斤 | 8    |
| 2004年歐洲角力錦標賽 | 乌克兰 | 120公斤 | 銀牌 |
| 2005年歐洲角力錦標賽 | 乌克兰 | 120公斤 | 15   |

### 其他比賽
| 比賽                           | 隊伍   | 重量級  | 排名 |
| ------------------------------ | ------ | ------- | ---- |
| 2001年世界軍人角力錦標賽       | 乌克兰 | 130公斤 | 銀牌 |
| 2004年夏季奧林匹克運動會資格賽 | 乌克兰 | 120公斤 | 6    |

## 註解
1. ↑  一說150人[10]

## 外部連結
- . 國際數據庫 （英语）.